# Max Ernst: Mein Vagabundieren – Meine Unruhe
Max Ernst: Mein Vagabundieren – Meine Unruhe è un documentario del 1991 diretto da Peter Schamoni e basato sulla vita del pittore tedesco Max Ernst.

## Riconoscimenti
- Bavarian Film Awards 1992
  - Miglior Documentario (Peter Schamoni)
- Nomination ai German Film Awards 199
  - Premio in Oro al Miglior Film (Peter Schamoni)